# ديفيد مارتن (سياسي أسترالي)
ديفيد مارتن (بالإنجليزية: David Martin) هو ضابط بحري وسياسي أسترالي، ولد في 15 أبريل 1933 في سيدني في أستراليا، وتوفي بنفس المكان في 10 أغسطس 1990 بسبب سرطان الرئة وورم المتوسطة. انتخب Governor of New South Wales ‏.